# Les Chroniques de l'Australie sauvage
Les Chroniques de l'Australie sauvage (ou Les Chroniques du dernier continent) est une série documentaire en 24 épisodes de 26 minutes, créée par Frédéric Lepage et produite par XL Productions.

## Les animaux suivis
- Marou le dingo noir, Kirra et Paraji les dingos
- Yam le kangourous gris il va devenir adulte
- marhali Le dromadaire le mâle solitaire
- Les crocodiles
- Kakirra le bébé koala

## Épisodes
1. Le rêve de Paraji
2. Un abri si doux
3. Le kangourou qui ne voulait pas devenir grand
4. Le meilleur des pères
5. Les nouveaux seigneurs
6. Le règne de Kirra
7. Le temps des premiers pas
8. Un séducteur habile
9. Chaleur et poussière
10. Le wet
11. Un monde trop dur
12. Le rêve de la fourmi à miel
13. Un eucalyptus pour territoire
14. L'apprentissage
15. Le dragon de l'estuaire
16. Le retour des chauves souris
17. Le géant rouge
18. Les vagabonds du désert
19. La chasse
20. La victoire de Ngamma
21. Un nouveau territoire
22. Une savane australienne
23. Un dromadaire est mort
24. Le chant du dingo

## Fiche technique
- Auteur : Frédéric Lepage
- Réalisateur : Laurent Frapat
- Compositeur : Carolin Petit
- Narrateur : Pierre Arditi
- Directeur de la photographie : Pierre Isnardon
- Société de production : XL Productions
- Durée : 24 x 26 minutes ; 90 minutes (version long métrage)
- Année de production : 1999
- Première diffusion : 20 décembre 1999 sur France 3